# Klippörn
Klippörn (Aquila verreauxii) är en huvudsakligen afrikansk fågel i familjen hökar inom ordningen hökfåglar. Den förekommer lokalt i Afrika söder om Sahara, men även på Arabiska halvön. Arten påträffas i både klippiga bergstrakter, savann och halvöken där den huvudsakligen lever av klippgrävling. Beståndet anses vara livskraftigt.

## Utseende
Klippörnen är en karakteristisk stor örn med en kroppslängd på 78–88 centimeter och vingbredden 189–209 centimeter, det vill säga något mindre än en kungsörn (Aquila chrysaetos). Fjäderdräkten är kolsvart med vit övergump och vita sidofält på ryggen som bildar ett V på kroppsovansidan. I flykten syns två vita fläckar på "handflatan", på både ovan- och undersidan av vingarna. Silhuetten är säregen med smal inre hand, åtsnörpt vingbas och utbuktande armpennor.
Ungfågeln är mer lik kungsörnen med gulbrunt på nacken. Den har dock förutom den annorlunda vingformen, de ljusa handpennebaserna och ljusa övergumpen även kortare stjärt, mindre huvud, längre och smalare hals och längre ben.

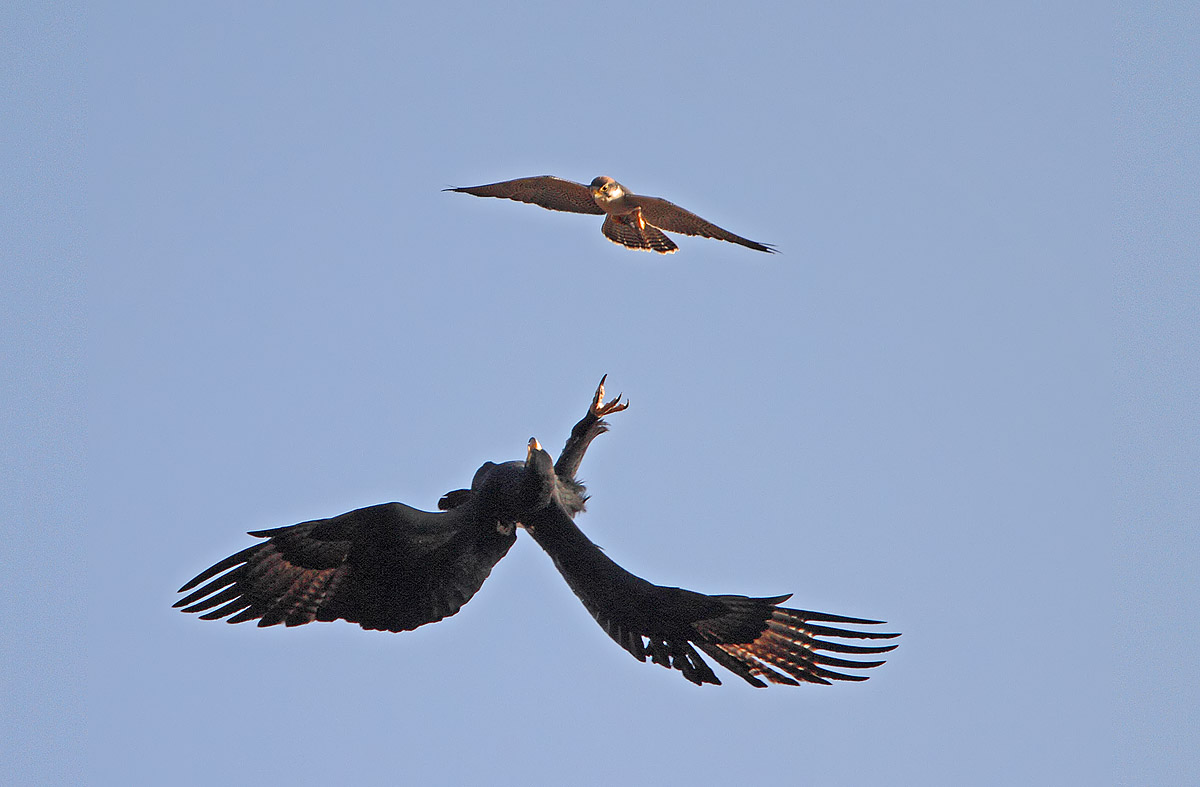
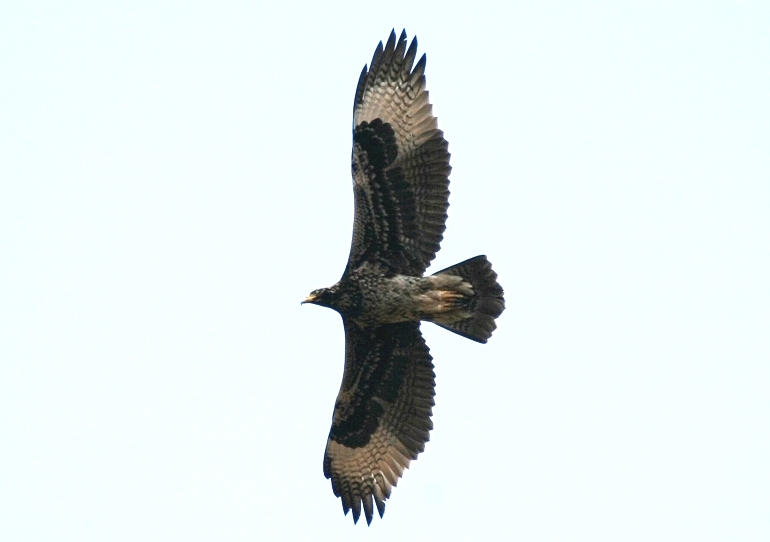

## Läten
Klippörnen är rätt tystlåten. Tydligaste lätet är ett högljutt ringande ljud som i engelsk litteratur återges "whaeee-whaeee". Även olika kluckande eller tjippande läten hörs, som varning skall, gläfsande och rena skrin.

## Utbredning
Fågeln förekommer lokalt i Afrika söder om Sahara och på södra Arabiska halvön. Den ses även i Israel där den tidigare har häckat. Fågeln har tillfälligt observerats i Libanon och Algeriet.

## Systematik
Klippörnen är närmast släkt med afrikansk hökörn (Aquila spilogaster) och hökörn (Aquila fasciata). Den behandlas som monotypisk, det vill säga att den inte delas in i några underarter. 

## Levnadssätt
Klippörnen förekommer som namnet avslöjar i klippiga bergstrakter, men även på savann och i halvöken, varhelst dess favoritföda klippgrävlingar finns. Den kan också ta andra däggdjur, fåglar, sköldpaddor och sällsynt även reptiler. Det upp till 1,8 meter breda kvistboet byggs oftast på en klipphylla eller i en grotta, men även i träd. I Östafrika häckar den året runt, från Zambia och söderut april till november och i Etiopien/Somalia från oktober till maj. Den lägger nästan alltid två ägg, men den äldre ungen dödar den yngre inom tre dagar efter kläckning.

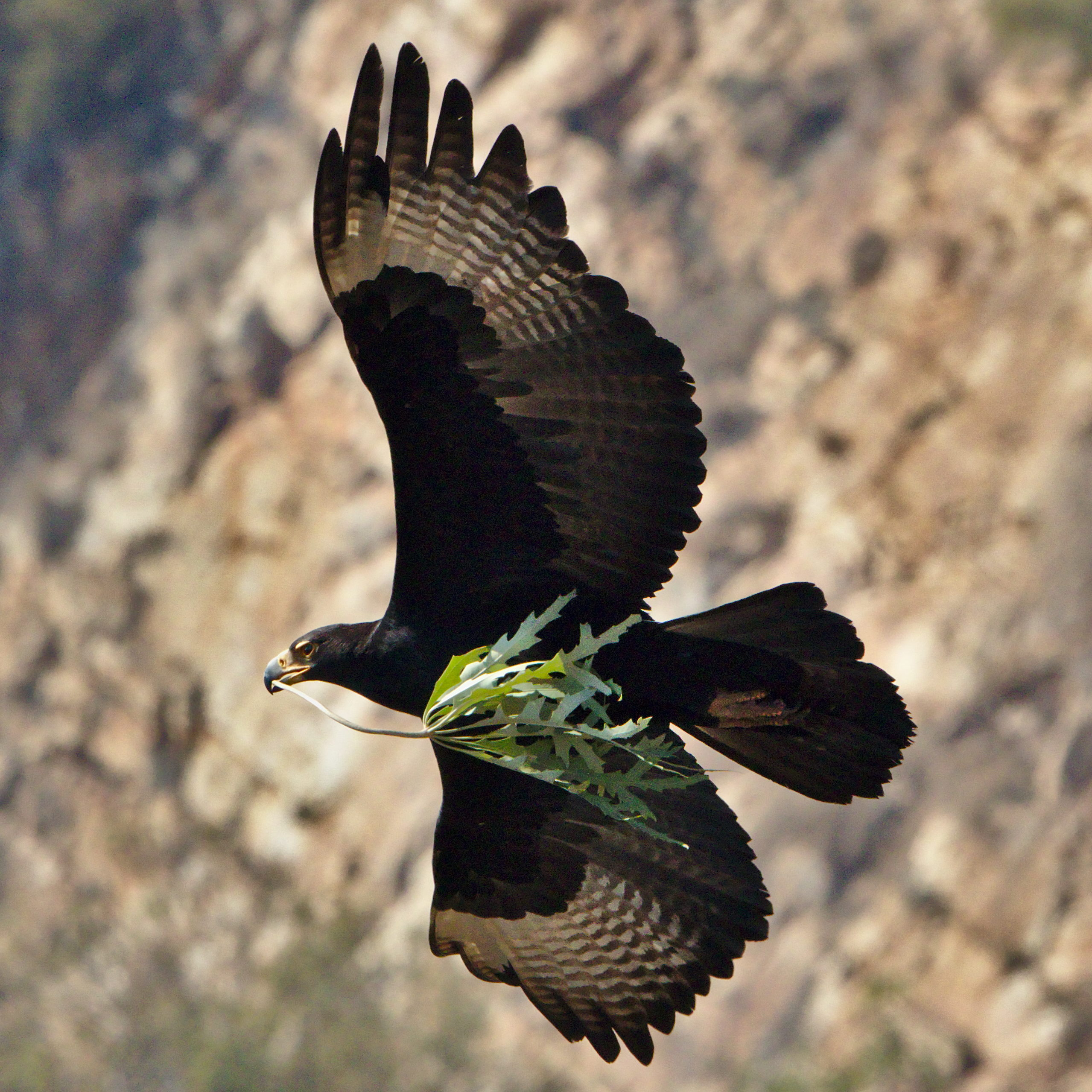
Flygande klippörn med bomaterial i näbben.

## Status och hot
Arten har ett stort utbredningsområde och en stor population med stabilutveckling. Utifrån dessa kriterier kategoriserar IUCN arten som livskraftig (LC). Världspopulationen räknas i tiotusentals individer.

## Taxonomi och namn
Klippörnen beskrevs vetenskapligt av René Primevère Lesson 1830. Fågelns vetenskapliga artnamn hedrar Jules Pierre Verreaux (1807–1873), fransk samlare och handlare med specimen.